# Earth Defense Force (jeu vidéo)
Pour la série de jeux vidéo, voir Earth Defense Force (série).
 (mai 2018).
Si vous disposez d'ouvrages ou d'articles de référence ou si vous connaissez des sites web de qualité traitant du thème abordé ici, merci de compléter l'article en donnant les références utiles à sa vérifiabilité et en les liant à la section « Notes et références ».
Earth Defense Force (EDF) est un jeu vidéo de type shoot 'em up développé par Jaleco, sorti en 1991 sur borne d'arcade. Il a été adapté la même année sur Super Nintendo, sous le titre Super Earth Defense Force (Super EDF).

## Système de jeu
Le joueur contrôle un vaisseau spatial auquel sont attachées deux capsules. Ces capsules peuvent se détacher et tourner autour du vaisseau du joueur afin de tirer des coups puissants, ou de le protéger lorsque les tirs ennemis arrivent sur elles.
Différents modes existent pour ces capsules, sélectionnés au début de chaque mission. Ces modes permettent de choisir de type d'attaque des capsules qui va du tir continu simple jusqu'à la boule d'énergie lente et puissante, en passant par les missiles autoguidés.
AU fur et à mesure que le joueur détruit des vaisseaux, une jauge se remplit, et une fois complétée, les capsules montent en niveau, ce qui change les propriétés du tir.
Les modes sélectionnables:
- Vulcan: Tire des boules de feu qui se répandent devant le vaisseau. En détachant les capsules du vaisseau, le tir est concentré uniquement vers l'avant du vaisseau.
- Laser: Un mode qui permet uniquement de tirer devant soi, mais qui fera d'énormes dégâts.
- Atomic: Les capsules tirent des sortes de grenades, éclatant en bulles, ce mode est très puissant, une fois le niveau 5 atteint.
- Homing: Ce mode lance des projectiles très rapides, mais qui sont cependant très faible. Elle est idéale pour les débutants.
- Explode: Comme son nom l'indique, le tir de ce mode provoque des explosions, qui peuvent en provoquer d'autres à leur tour. Elle fait partie, avec le laser, des armes les plus puissantes du jeu
- S. Laser: Le vaisseau tire des projectiles, visés au préalable par les capsules.
- Grenade: Lance des projectiles explosant à courte portée.
- Photon: Il est possible de charger son tir. Au bout d'un certain niveau, il sera possible de se créer un bouclier avec les capsules.